# ウォルター・シャーフ
ウォルター・シャーフ（Walter Scharf、1910年8月1日 - 2003年2月24日）は、アメリカ合衆国の作曲家。

## 略歴
ニューヨーク市出身のユダヤ系。20代でジョージ・ガーシュウィンのミュージカル『ガール・クレイジー』のオーケストレーション、歌手のヘレン・モーガンやルディ・ヴァレーのピアノ伴奏や編曲の仕事を行っていた。
1933年よりハリウッドで映画音楽に携わり、『ファニー・ガール』や『夢のチョコレート工場』などで10度アカデミー賞にノミネートされた（受賞はなし）。
また1972年の映画『ベン』ではマイケル・ジャクソンが歌った主題歌『ベンのテーマ』がゴールデングローブ賞 主題歌賞を受賞した。
さらにテレビ音楽も手掛け、ジャック＝イヴ・クストーのドキュメンタリー番組『クストーの海底世界』につけた音楽が1970年と1974年の二度、エミー賞を受賞した。後にこの音楽をもとに『生きている海の伝説』という管弦楽曲を作曲している。
クラシック音楽の分野では1945年に『パレスチナ組曲』を作曲し、レオポルド・ストコフスキーの指揮で初演されていたが、1980年代に映画音楽とテレビ音楽から引退すると本格的にクラシック音楽に復帰し、『木はまだ立っている』（1989）、『イスラエル組曲』（1993）などを作曲した。